# 愛彩ランド

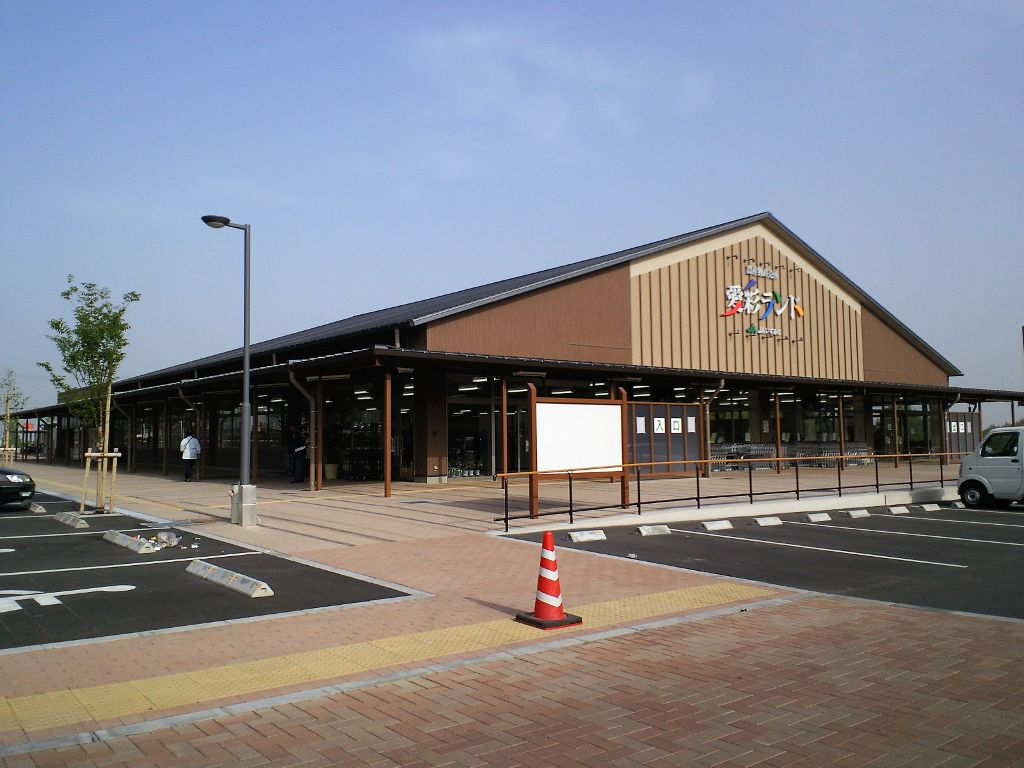
愛彩ランド（2011年5月）

愛彩ランド（あいさいランド）は、大阪府岸和田市にある、JAいずみのが設置・運営する農産物直売所および道の駅。

## 概要
地域農業振興への貢献を目的として計画され、農林水産省から「強い農業づくり交付金」を交付され、周辺地域で生産された野菜、果物等およびそれらを加工した製品を直接販売するための直売所、飲食物を提供するレストラン、体験交流施設などを整備し、2011年4月5日に開業した。
愛称は、コミュニティ紙「JA」を通じて公募され、応募総数1,646点の中から選定された。
所在地の住所は岸和田市三ケ山町280-55だったが、2016年4月1日実施の住居表示により岸和田市岸の丘町3-6-18に変更された。

### 施設概要
所在地:岸和田市岸の丘町3-6-18
- 農産物直売所 （鉄骨平屋建、建築面積約1800m2）
- レストラン「泉州やさいのビュッフェ&カフェ」（鉄骨平屋建、建築面積約400m2、約100席）
- 農産物加工施設 （鉄骨平屋建、建築面積約200m2）
- 体験交流施設 （鉄骨平屋建、建築面積約240m2）
- 駐車場
  - 普通車：270台
  - 大型車：8台
  - 身障者用：7台
- トイレ

### 営業時間・定休日
営業時間
- 農産物直売所 10:00 - 18:00
- 泉州やさいのビュッフェ&カフェ 11:00 - 15:00

定休日
- 毎週水曜日

## 道の駅
道の駅愛彩ランド（みちのえき あいさいランド）は、大阪府岸和田市にある国道170号の道の駅である。
JAいずみのが運営する農産物直販所「愛彩ランド」に併設される。2011年（平成23年）3月23日に登録証交付式が行われた。

### 施設
施設1 外環状線に面した大型の建物。深夜にトイレが閉まっている。外環状線から入れる。
施設2 トイレ（深夜も開いている）施設1の駐車場を下ったところにある。西側の市道からも入れる。トラックも駐車できる。

### アクセス
- 国道170号（大阪外環状線）

#### 公共交通機関

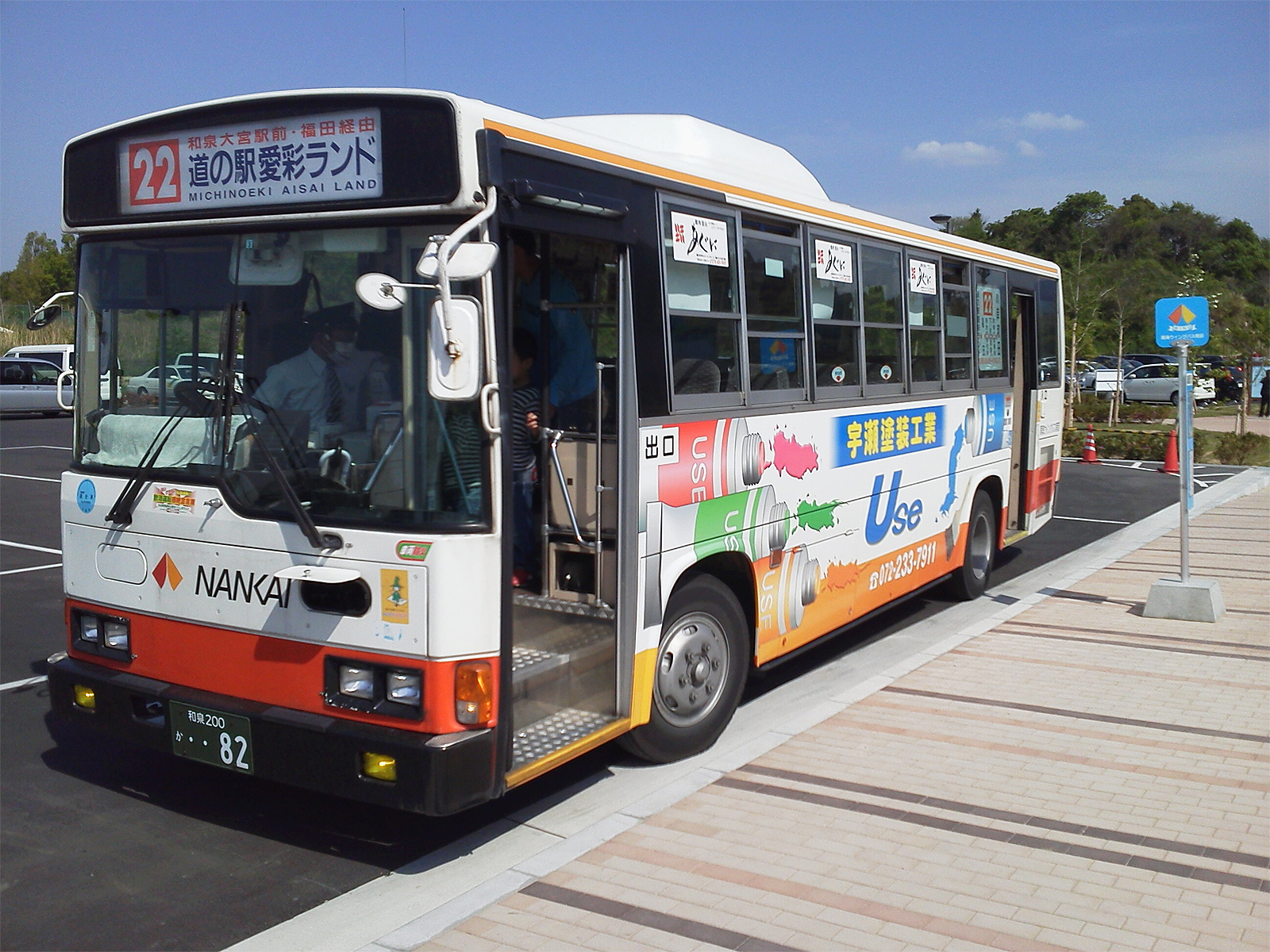
南海ウイングバス

南海ウイングバス福田線・山直線の終点「道の駅愛彩ランド」停留所が設置されている。
- 622系統：南海本線岸和田駅・和泉大宮駅、阪和線下松駅を経由
- 623系統：南海本線岸和田駅、阪和線下松駅を経由
- 624系統：阪和線下松駅を経由
- 671系統：和泉中央駅、山直東、包近を経由
- 急行671系統和泉中央駅、山直東を経由

## 周辺
- 蜻蛉池公園[3]
- 近畿職業能力開発大学校